# Otepa Kalambay
Paul-Mohamed Otepa Kalambay (ur. 12 listopada 1948, zm. 12 listopada 2024 w Kinszasie) – kongijski piłkarz występujący na pozycji bramkarza. Uczestnik Mistrzostw Świata 1974.

## Kariera klubowa
Podczas MŚ 1974 Otepa Kalambay reprezentował barwy klubu TP Mazembe.

## Kariera reprezentacyjna
Razem z reprezentacją Zairu uczestniczył w mistrzostwach świata 1974. Na mundialu był rezerwowym i nie wystąpił w żadnym meczu, gdyż pierwszym bramkarzem był Mwamba Kazadi.